# Giải Sonning
Giải Sonning (tiếng Đan Mạch: Sonningprisen) là một giải thưởng của Đan Mạch dành cho những người có đóng góp xuất sắc vào văn hóa châu Âu nói chung. Giải này được thành lập theo nguyện vọng của nhà văn Carl Johan Sonning (1879–1937) và được trao lần đầu trong năm 1950.
Các ứng viên của giải này được các trường đại học châu Âu đề cử, và do một Ủy ban dưới quyền hiệu trưởng Đại học Copenhagen tuyển chọn.
Khoản tiền thưởng hiện nay của giải là 1 triệu krone Đan Mạch (~135.000 €). Kể từ năm 1971, giải được trao mỗi 2 năm.  Lễ trao giải diễn ra vào ngày 19 tháng 4 – ngày sinh của Sonning - tại Đại học Copenhagen.

## Danh sách người đoạt giải
| Năm  | Người đoạt giải                          | Lãnh vực                        | Quốc tịch      |
| ---- | ---------------------------------------- | ------------------------------- | -------------- |
| 2018 | Lars von Trier                           | điện ảnh                        | Đan Mạch       |
| 2014 | Michael Haneke                           | điện ảnh                        | Áo             |
| 2012 | Orhan Pamuk                              | nhà văn                         | Thổ Nhĩ Kỳ     |
| 2010 | Hans Magnus Enzensberger                 | nhà văn                         | Đức            |
| 2008 | Renzo Piano                              | Kiến trúc                       | Ý              |
| 2006 | Ágnes Heller                             | Triết học                       | Hungary        |
| 2004 | Mona Hatoum                              | Nghệ thuật sáng tạo             | Anh            |
| 2002 | Mary Robinson                            | Cao ủy nhân quyền Liên Hợp Quốc | Ireland        |
| 2000 | Eugenio Barba                            | Kịch nghệ                       | Ý              |
| 1998 | Jørn Utzon                               | Kiến trúc                       | Đan Mạch       |
| 1996 | Günter Grass                             | Nhà văn                         | Đức            |
| 1994 | Krzysztof Kieślowski                     | Điện ảnh                        | Ba Lan         |
| 1991 | Václav Havel                             | Nhà văn & Chính khách           | Cộng hòa Séc   |
| 1989 | Ingmar Bergman                           | Điện ảnh                        | Thụy Điển      |
| 1987 | Jürgen Habermas                          | Triết học                       | Đức            |
| 1985 | William Heinesen                         | Nhà văn                         | Quần đảo Faroe |
| 1983 | Simone de Beauvoir                       | Nhà văn                         | Pháp           |
| 1981 | Dario Fo                                 | Kịch nghệ                       | Ý              |
| 1979 | Hermann Gmeiner                          | Người sáng lập Làng trẻ em SOS  | Áo             |
| 1977 | Arne Næss                                | Triết học                       | Na Uy          |
| 1975 | Hannah Arendt                            | Chính trị học                   | Đức            |
| 1973 | Sir Karl Popper                          | Triết học                       | Áo             |
| 1971 | Danilo Dolci                             | social worker                   | Ý              |
| 1970 | Max Tau                                  | Nhà văn                         | Đức            |
| 1969 | Halldór Laxness                          | Nhà văn                         | Iceland        |
| 1968 | Arthur Koestler                          | Nhà văn                         | Anh            |
| 1967 | Willem A. Visser't Hooft                 | Thần học                        | Hà Lan         |
| 1966 | Laurence Olivier                         | Diễn viên                       | Anh            |
| 1965 | Richard Nikolaus Graf Coudenhove-Kalergi | Nhà văn & Chính khách           | Áo             |
| 1964 | Dominique Pire                           | Thần học                        | Bỉ             |
| 1963 | Karl Barth                               | Thần học                        | Thụy Sĩ        |
| 1962 | Alvar Aalto                              | Kiến trúc                       | Phần Lan       |
| 1961 | Niels Bohr                               | Vật lý học                      | Đan Mạch       |
| 1960 | Bertrand Russell                         | Triết học                       | Anh            |
| 1959 | Albert Schweitzer                        | Triết học                       | Đức            |
| 1950 | Winston Churchill                        | Nhà văn & Chính khách           | Anh            |